# United States Department of Housing and Urban Development
Het United States Department of Housing and Urban Development (HUD) is het Amerikaans ministerie van Volkshuisvesting en Stedelijke Ontwikkeling.
Het ministerie werd opgericht op 9 september 1965.